# Ядвінін (Лодзинське воєводство)
Ядвінін (пол. Jadwinin) — село в Польщі, у гміні Паб'яниці Паб'яницького повіту Лодзинського воєводства.
Населення — 413 осіб (2011).

## Демографія
Демографічна структура станом на 31 березня 2011 року:
|          | Загалом | Допрацездатний вік | Працездатний вік | Постпрацездатний вік |
| -------- | ------- | ------------------ | ---------------- | -------------------- |
| Чоловіки | 190     | 38                 | 127              | 25                   |
| Жінки    | 223     | 30                 | 120              | 73                   |
| Разом    | 413     | 68                 | 247              | 98                   |